# Villa Serego
La villa Serego, ou aussi villa Sarego, est une villa veneta située à Santa Sofia di Pedemonte, un hameau de la commune de San Pietro in Cariano dans la province de Vérone, conçue par l'architecte Andrea Palladio en 1565.
Cette villa, ainsi que vingt-trois autres et le centre historique de la ville de Vicence sont inscrits sur la liste du patrimoine mondial de l'UNESCO.

## Description

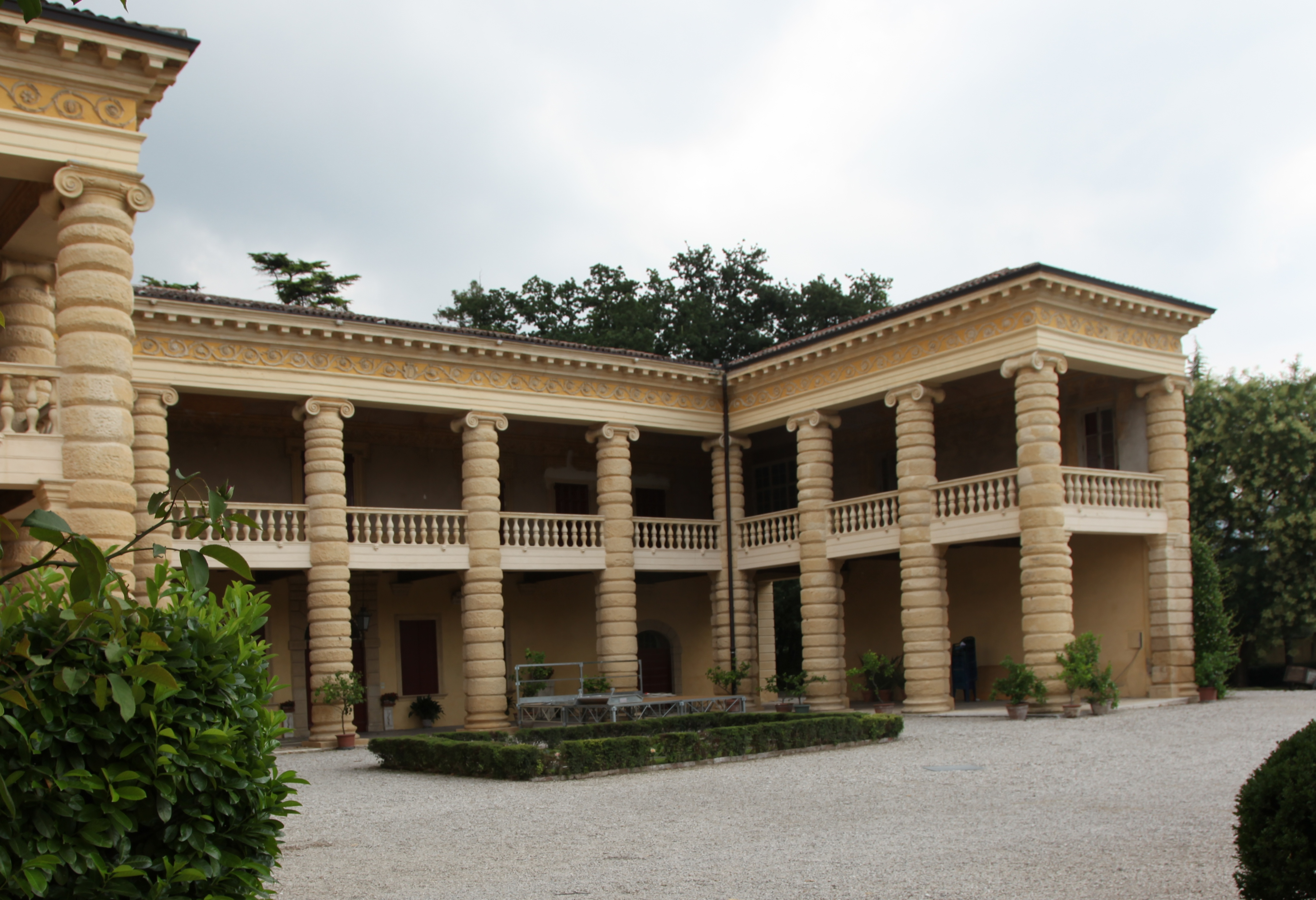

C'est la plus occidentale de toutes les villas palladiennes. Sa structure exceptionnelle dans l'œuvre de Palladio s'organise autour d'une grande cour centrale, à la manière des villas romaines.
Les balcons à balustrades sont reliés par des colonnes aux tambours à peine ébauchés, rappelant le style claudien de la porte Majeure, à Rome.
La villa a été laissée inachevée, réduite à peine à la moitié du projet de l'architecte. Elle a été vigoureusement restaurée en 1857, donnant la fausse impression d'une œuvre accomplie.